# LIVE GAGA
「LIVE GAGA」（ライブ・ガガ）は、WEAVERの楽曲。同バンドの16作目の配信限定シングルとして、2021年4月28日にA-Sketchからリリースされた。

## 概要
前作『タペストリー』以来約2か月ぶりのリリースとなる。
本楽曲は、東京と大阪にて行われた"WEAVER 16th TOUR 2021「LIVE GAGA」"で初披露された。
ジャケットは、河邉徹による撮り下ろしの写真が使用されており、4月20日放送のJ-WAVE「STEP ONE」でリリースに先駆けて初オンエアされた。
本作リリースのタイミングで、2021年秋にアルバムをリリースする予定だと告知されていたが、年内にリリースはされなかった。

## 収録内容
| #         | タイトル      | 作詞      | 作曲      | 編曲      | 時間 |
| --------- | ------------- | --------- | --------- | --------- | ---- |
| 1.        | 「LIVE GAGA」 | 河邉徹    | 杉本雄治  | WEAVER    | 3:42 |
| 合計時間: | 合計時間:     | 合計時間: | 合計時間: | 合計時間: | 3:42 |